# Stiljsko
Stiljsko je selo u Lavovskoj oblasti (Mikolajivski rajon) blizu Lavova u Ukrajini. Arheološko nalazište u tom mjestu ima veliki značaj za istraživanje povijesti i života Bijelih Hrvata.

## Arheološko nalazište i istraživanja
Pretpostavlja se da je srednjovjekovni grad bio naseljen od sredine 9. do početka 11. stoljeća. Istraživanja su pokazala da se u današnjem Stiljskom nalazio grad površine od oko 250 ha s obrambenim zidovima dugim oko 10 km. Grad je okružen zemljanim bedemima, opkopima i umjetnim terasama te tornjevima. 
Pod zemljom se nalazi golemi kompleks hodnika koji još nije podrobno istražen zbog nedostatka novčanih sredstava. U neposrednoj blizini grada otkriveno je mnoštvo naselja, grobova i hramova u kojima su se slavile predkršćanske svetkovine a smješteni su u razdoblje od 6. do 11. stoljeća.
Ulogu srednjovjekovnih Hrvata u Ukrajini posebno istražuju ukrajinski stručnjaci Orest Korčinski i Oleh Hirnyk. Njihova istraživanja upućuju hrvatske povjesničare da su Bijeli Hrvati imali veliku političku ulogu u središnjoj Europi i Ukrajini. Dio povjesničara ukazuje da su srednjovjekovni Hrvati imali poseban značaj prilikom prihvaćanja kršćanstva u Kijevu 988. godine.

## Vanjske poveznice
- Kultna središta ljetopisnih Hrvata IX.-XIV. stoljeća u okolici gradine Stiljsko u Ukrajini
- Хорватська столиця поблизу Львова  (ukr.)  Arhivirana inačica izvorne stranice od 29. rujna 2020. (Wayback Machine)
- На Львівщині знайшли столицю Білої Хорватії (ukr.)  Arhivirana inačica izvorne stranice od 21. lipnja 2011. (Wayback Machine)
- СТІЛЬСЬКЕ ГОРОДИЩЕ (ukr.)  Arhivirana inačica izvorne stranice od 27. kolovoza 2011. (Wayback Machine)